# Rhithroperla rossi
Rhithroperla rossi is een steenvlieg uit de familie Gripopterygidae. De wetenschappelijke naam van de soort is voor het eerst geldig gepubliceerd in 1960 door Froehlich.